# Daig
 (mars 2025).

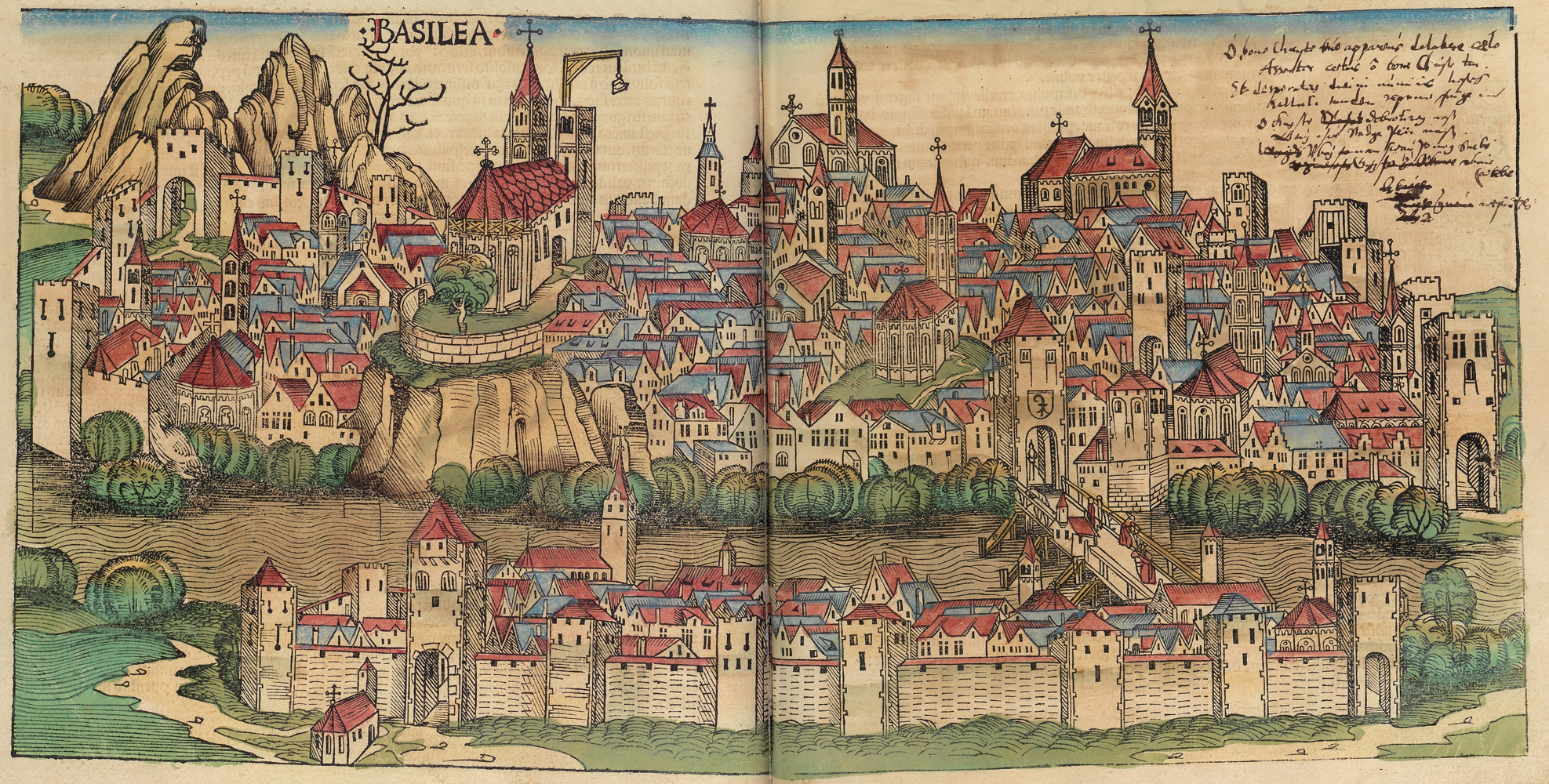
Bâle en 1493

Le mot daig, typiquement bâlois et connu internationalement sous cette forme, désigne à Bâle et en Suisse allemande les membres des anciennes familles patriciennes qui dirigeaient la ville et possédaient le droit de bourgeoisie depuis des siècles. Le mot signifie pâte, en allemand Teig.
Cette classe sociale des daig, marquée par un protestantisme luthérien fortement empreint de piétisme, caractérisée par de longues dynasties de savants, formait un groupe fermé sur lui-même et prenant ses distances vis-à-vis des classes moyennes ou des nouveaux-riches.
Toutefois, lors des changements sociaux de la seconde partie du XXe siècle le pouvoir de cette couche de la population bâloise a fort diminué supplantée par un autre type de classe dirigeante sans racines historiques.
Elle n'en fait pas moins l'objet de l'attention des sociologues et des historiens s'intéressent à la civilisation urbaine.

## Familles considérées comme faisant partie des daig
- Amerbach
- Annone (d')
- Bachofen[Lequel ?]
- Bary (de)
- Battier
- Bernoulli
- Bischoff[Lequel ?]
- Brand[Lequel ?]
- Brunn(von)
- Burckhardt
- Buxtorf[Lequel ?]
- Doppenstein
- Ehinger
- Faesch
- Falkner
- Fatio
- Fechter
- Forcart
- Frey[Lequel ?]
- Gebhart[Lequel ?]
- Hagenbach
- Heusler
- Hoffmann[Lequel ?]
- Huber[Lequel ?]
- Hütschi
- Imhoff
- Iselin[Lequel ?]
- Koechlin
- Krug[Lequel ?]
- Leisler
- Liechtenhan
- Merian
- Meltinger
- Meyer von Hasen
- Mitz[Lequel ?]
- Ochs[Lequel ?]
- Paravicini
- Passavant
- Platter[Lequel ?]
- Ryhiner
- Sarasin[Lequel ?]
- Socin
- Stähelin
- Thurneysen
- Vischer[Lequel ?]
- Werenfels
- Wettstein[Lequel ?]
- Wieland[Lequel ?]
- Von der Mühll